# Dalapax postica
Dalapax postica är en insektsart som först beskrevs av Maximilian Spinola 1839.  Dalapax postica ingår i släktet Dalapax och familjen Flatidae. Inga underarter finns listade i Catalogue of Life.